# Лук Комарова
Лук Комарова (лат. Allium komarowii) — многолетнее травянистое растение, вид рода Лук (Allium) семейства Луковые (Alliaceae).

## Распространение и экология
В природе ареал вида охватывает юго-западную Памиро-Алая. Эндемик.
Произрастает на осыпях в верхнем поясе гор.

## Ботаническое описание
Луковица шаровидная, диаметром 2—4 см. Стебель высотой 30—50 см, без выступающих жилок.
Листья в числе одного—двух, шириной 4—8 см, широко-ланцетные или продолговатые, островатые, по краю почти гладкие, значительно короче стебля.
Чехол в полтора раза короче зонтика, коротко заострённый. Зонтик полушаровидный, многоцветковый, густой. Цветоножки равные, в два—три раза длиннее околоцветника, при основании без прицветников. Листочки звёздчатого околоцветника тёмно-сиреневые с более тёмной жилкой, линейно-ланцетные, туповатые, позднее вниз отогнутые, скрученные, длиной около 6 мм. Нити тычинок немного длиннее листочков околоцветника, при основании с околоцветником сросшиеся, между собой спаянные в кольцо, постепенно шиловидные. Завязь на короткой ножке, шероховатая.
Коробочка почти шаровидная, диаметром около 6 мм.

## Таксономия
Вид Лук Комарова входит в род Лук (Allium) семейства Луковые (Alliaceae) порядка Спаржецветные (Asparagales).
|  |                                      |  |                                                             |                                                             |                   |  | ещё 24 семейства (согласно Системе APG II) | ещё 24 семейства (согласно Системе APG II) |                     |  |  |  | ещё более 870 видов |
|  |                                      |  |                                                             |                                                             |                   |  | ещё 24 семейства (согласно Системе APG II) | ещё 24 семейства (согласно Системе APG II) |                     |  |  |  | ещё более 870 видов |
|  |                                      |  |                                                             | порядок Спаржецветные                                       |                   |  |                                            |                                            | род Лук             |  |  |  |                     |
|  |                                      |  |                                                             | порядок Спаржецветные                                       |                   |  |                                            |                                            | род Лук             |  |  |  |                     |
|  | отдел Цветковые, или Покрытосеменные |  |                                                             |                                                             | семейство Луковые |  |                                            |                                            | вид Лук Комарова    |  |  |  |                     |
|  | отдел Цветковые, или Покрытосеменные |  |                                                             |                                                             | семейство Луковые |  |                                            |                                            |                     |  |  |  |                     |
|  |                                      |  | ещё 44 порядка цветковых растений (согласно Системе APG II) | ещё 44 порядка цветковых растений (согласно Системе APG II) |                   |  |                                            | ещё около 300 родов                        | ещё около 300 родов |  |  |  |                     |
|  |                                      |  |                                                             | ещё 44 порядка цветковых растений (согласно Системе APG II) |                   |  |                                            |                                            | ещё около 300 родов |  |  |  |                     |

### Представители
В рамках вида выделяют несколько подвидов:
- Allium rosenbachianum subsp. kwakense R.M.Fritsch
- Allium rosenbachianum subsp. rosenbachianum